# Griesheim
För andra betydelser, se Griesheim (olika betydelser).
Griesheim är en tysk stad i distriktet (Landkreis) Darmstadt-Dieburg i förbundslandet Hessen. Den ligger alldeles väster om Darmstadt. Med cirka 28 000 invånare är Griesheim störst i distriktet på grund av att Darmstadt är distriktsfri.
Orten nämns 1165 för första gången i en urkund som undertecknades av Fredrik I Barbarossa. Ekonomin dominerades länge av jordbruket i det omkringliggande landskapet. Här odlades tidvis vin och fortfarande är grönsaker som sparris och lök viktiga produkter från staden. Stadsrättigheter fick Griesheim så sent som 1965.

## Historiska namn
- 1165: Griezheim
- 1225: Grizheim
- 1234: Grizheim och Grisheim
- 1368: Grießheim
- 1369: Grisheim
- 1381: Gryesheym
- 1452: Grießen
- 1475: Grießhem och Grießehem
- 1493: Gryeßheym
- 1648: Grisheimb och Griesheimb
- i dag: Griesheim

## Demografi
Befolkningsutveckling 
| Datum | Invånare          |
| ----- | ----------------- |
| 1629  | 146 Hausgesessene |
| 1829  | 2.390             |
| 1852  | 2.965             |
| 1871  | 3.352             |
| 1895  | 4.835             |
| 1905  | 5.599             |
| 1910  | 6.841             |
| 1925  | 6.912             |
| 1939  | 8.193             |
| 1946  | 8.035             |

| Datum | Invånare |
| ----- | -------- |
| 1950  | 9.081    |
| 1961  | 13.701   |
| 1970  | 16.589   |
| 1987  | 20.472   |
| 2010  | 26.294   |
| 2015  | 26.907   |

(Hausgesessener är en vuxen man, som företräder ett hushåll, övriga personer i hushållet räknades inte).

## Vänorter
Stadens vänorter är:
- Bar-le-Duc, sedan 1975
- Gyönk, sedan 1990
- Wilkau-Haßlau, Sachsen, sedan 1990
- Pontassieve, Toskana, sedan 2008

## Galleri

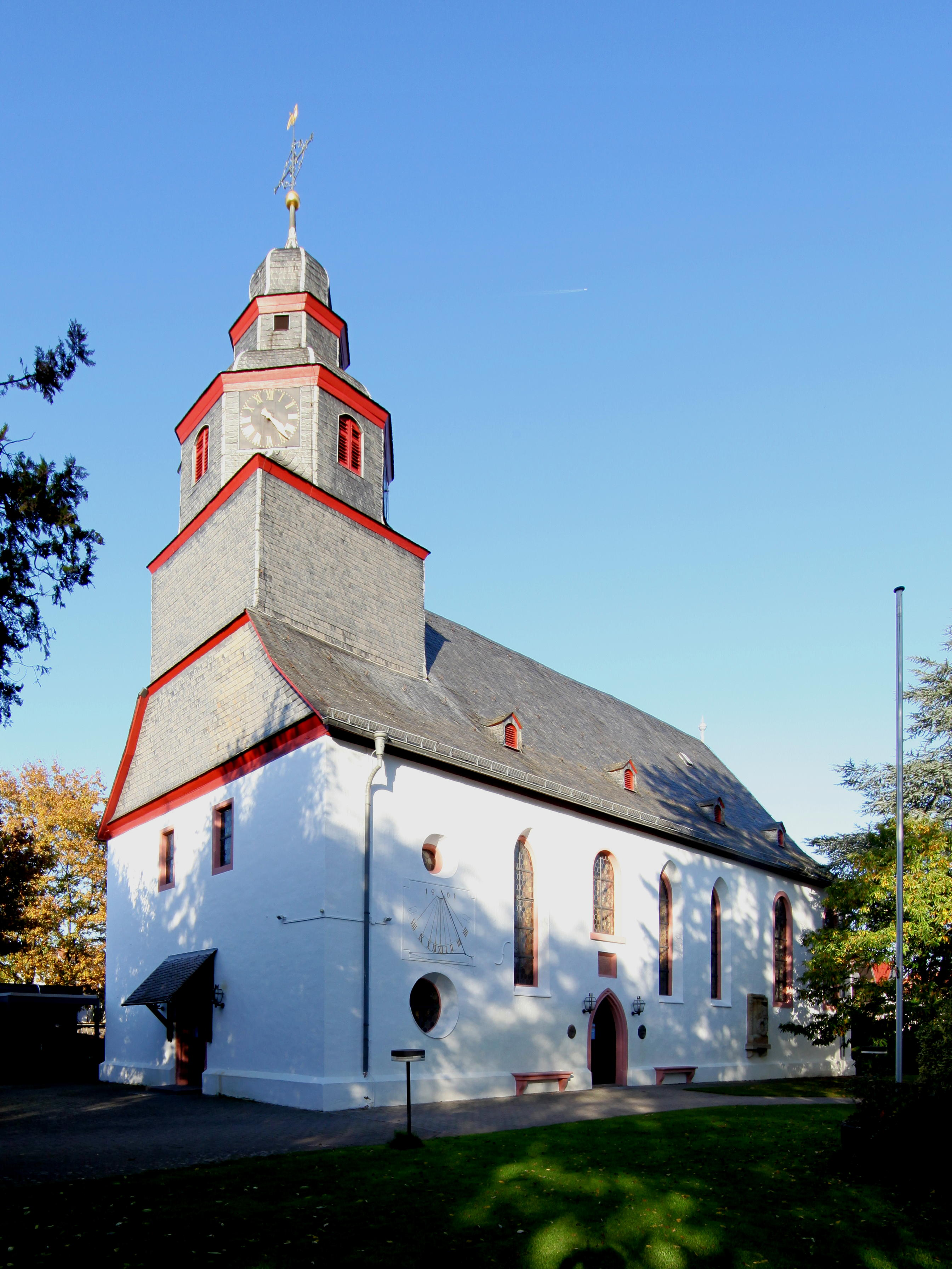
Evangeliska kyrkan (2013)
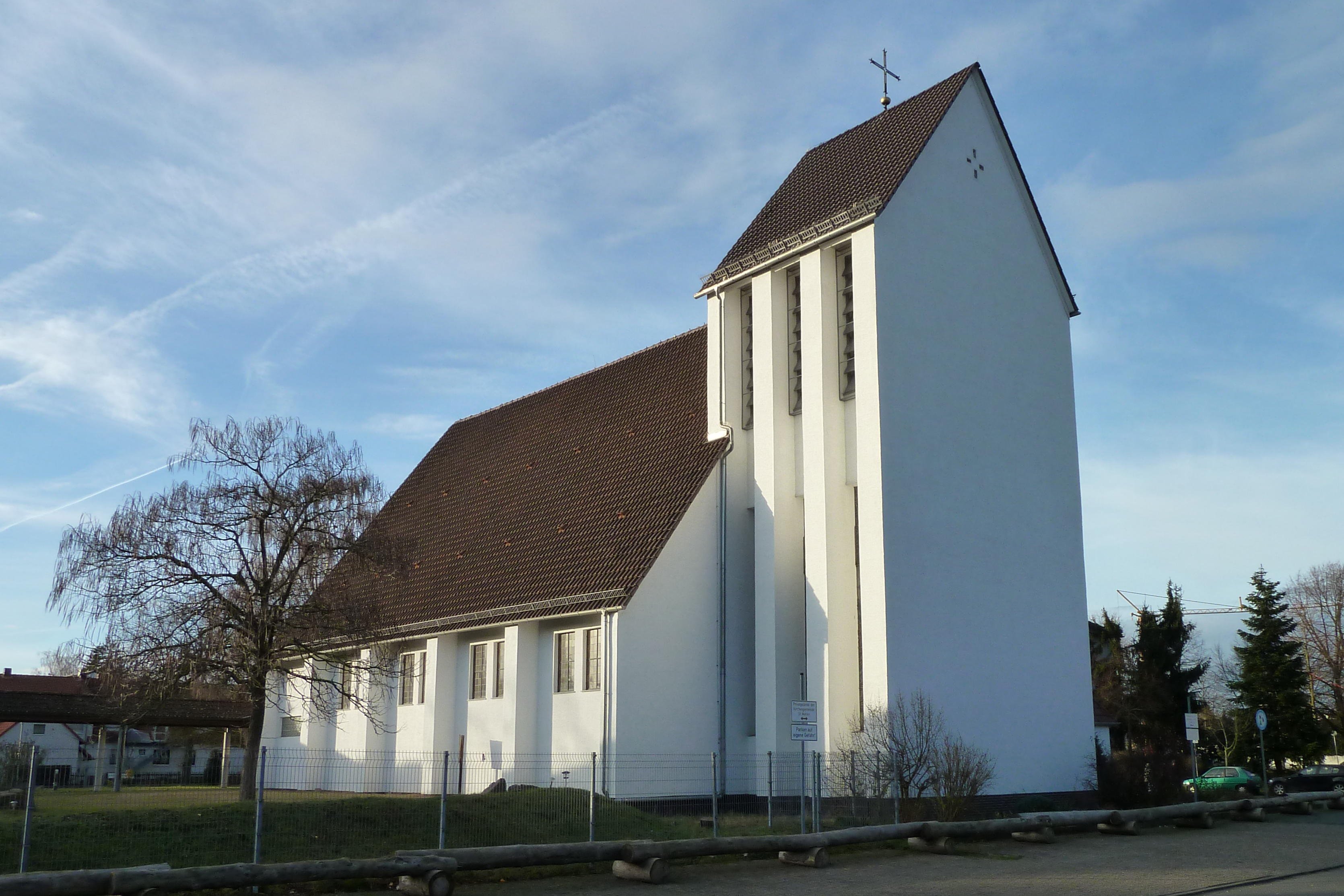
Katolska kyrkan St. Stephan (2013)
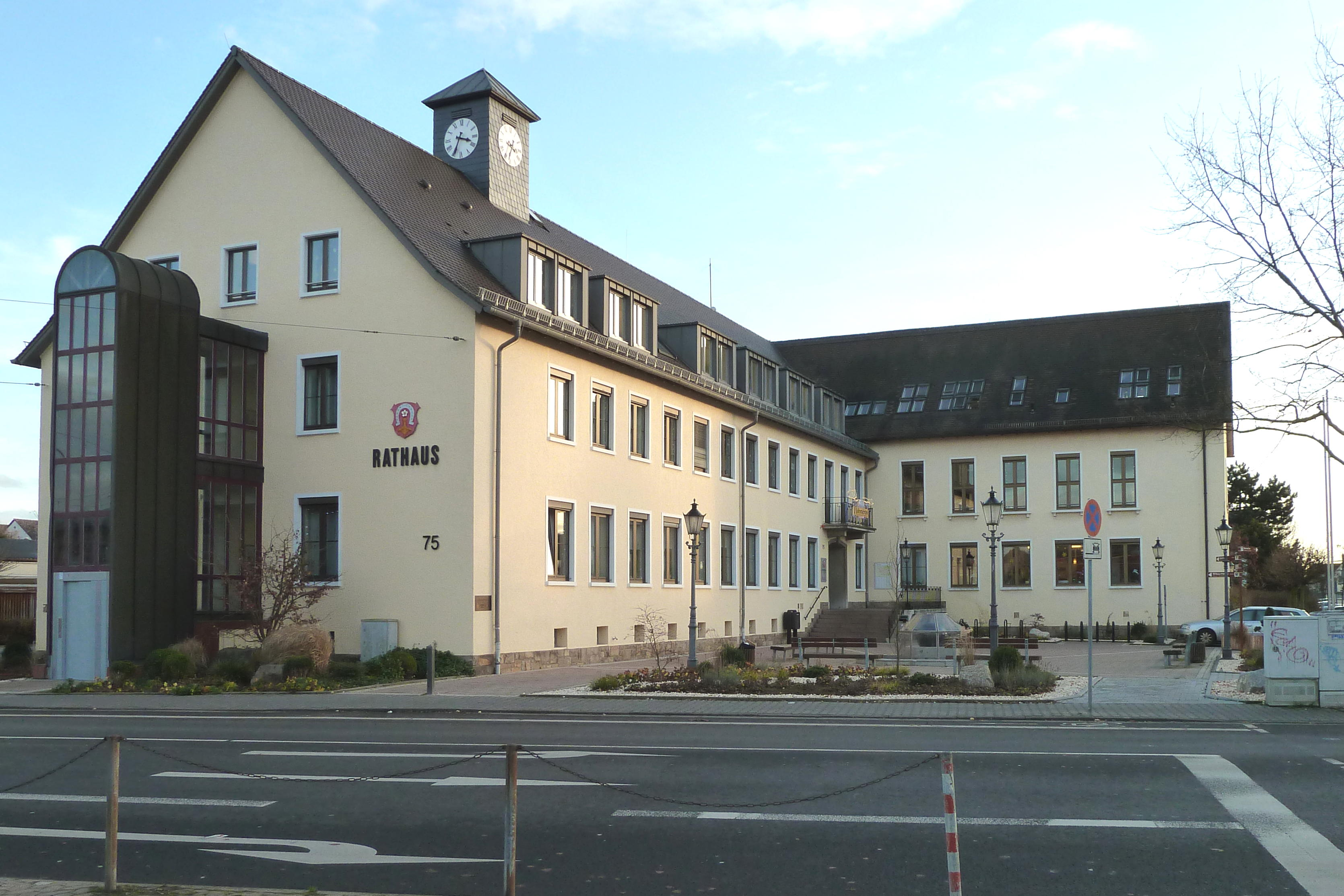
Rådhuset (2013)
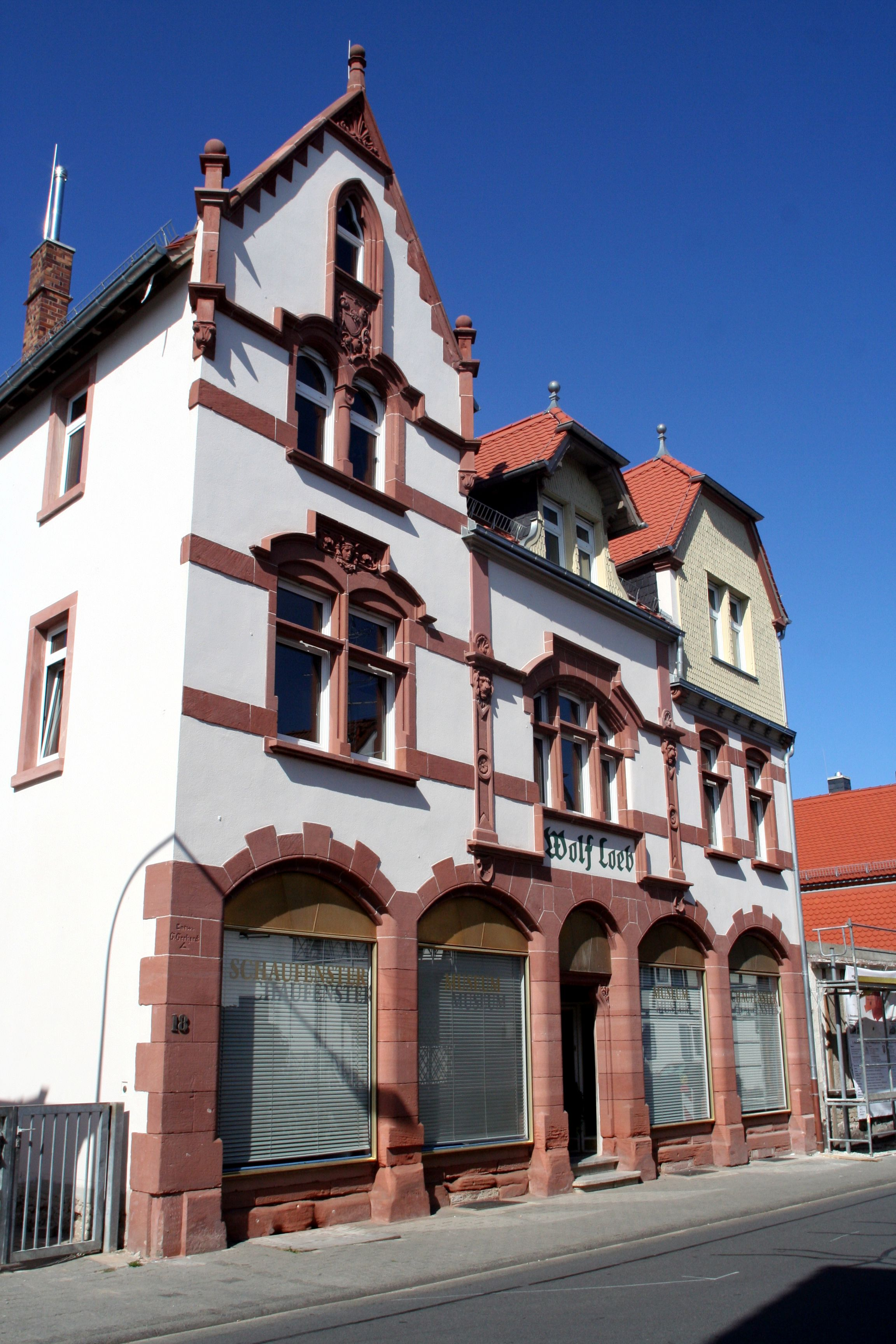
Museum (2008)
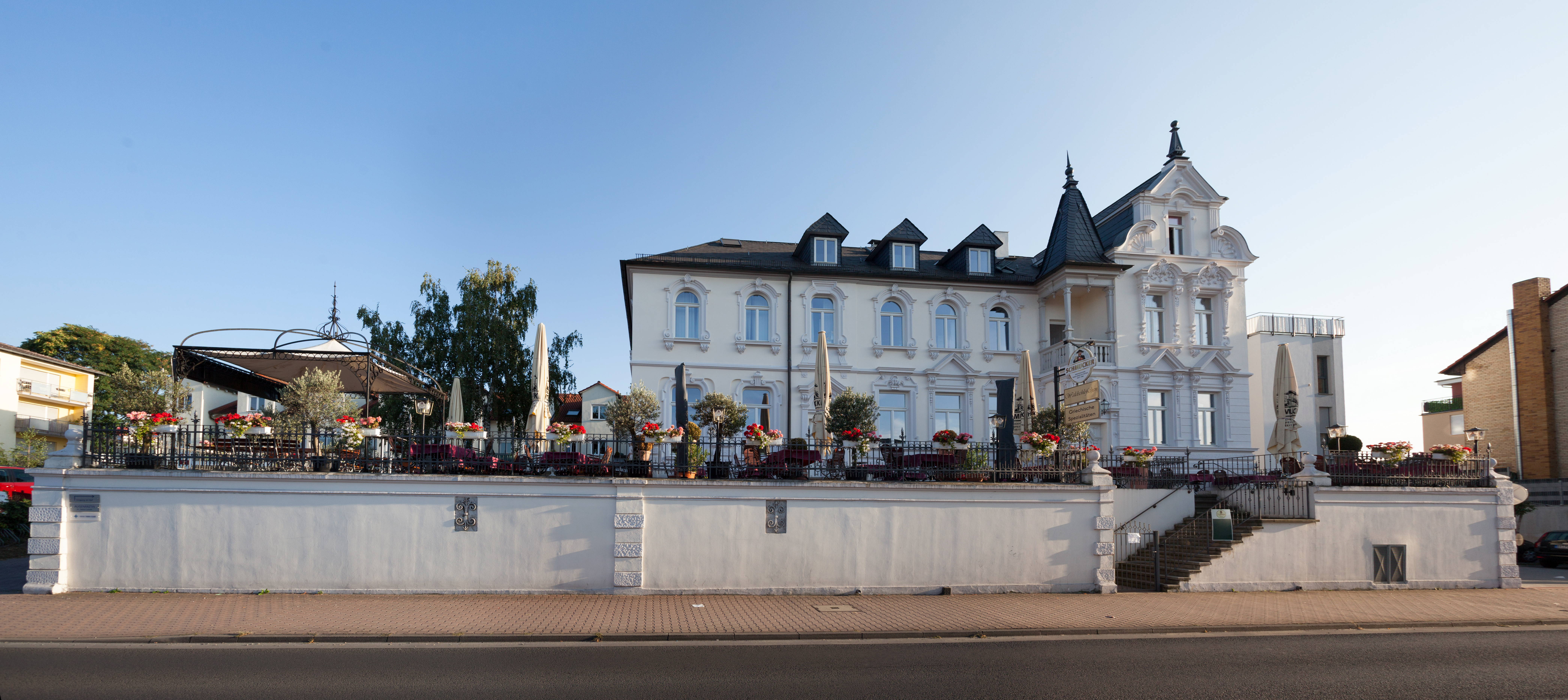
Förutvarande officersmäss (2016)
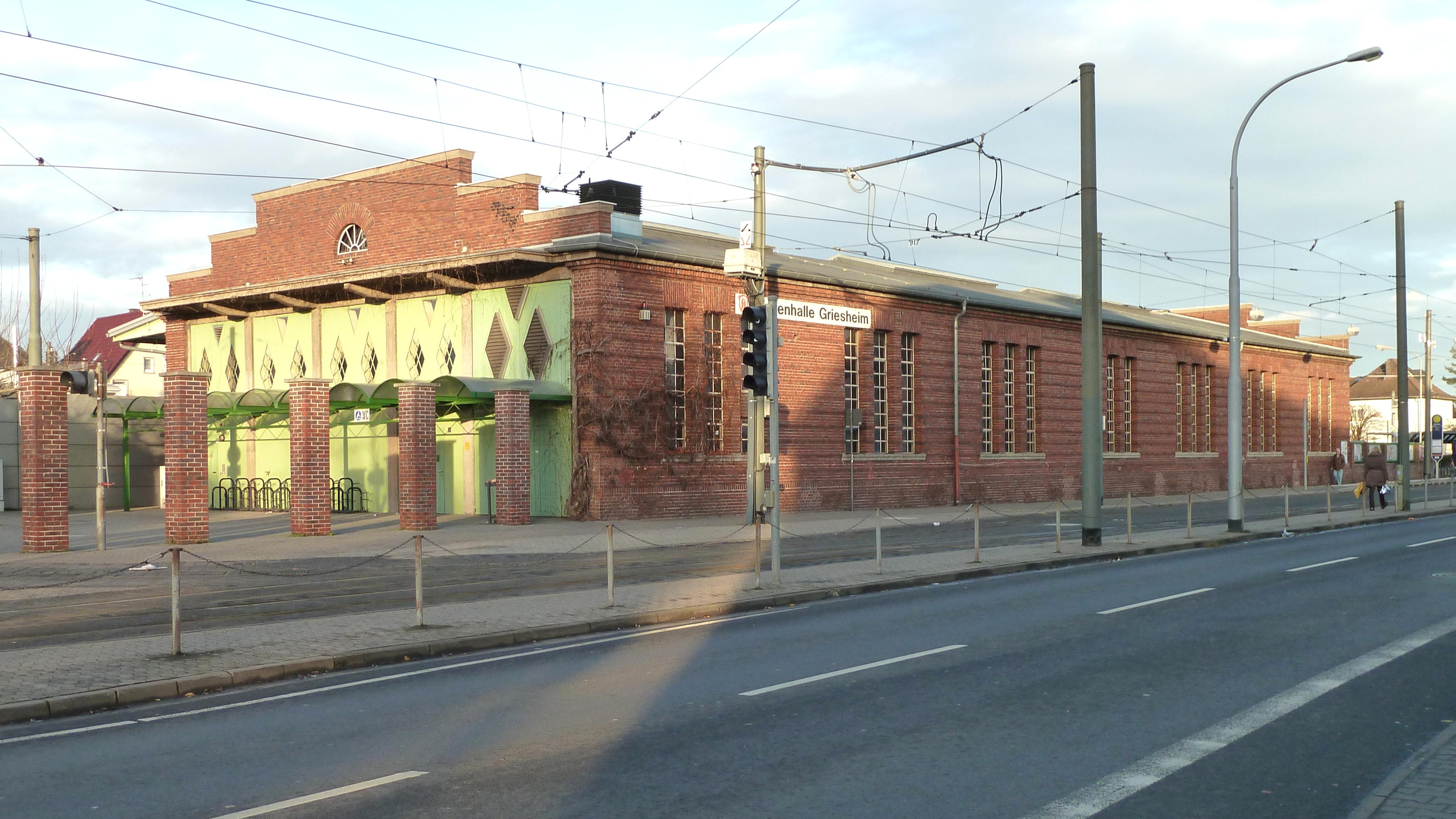
Förutvarande spårvagnsstall (2013)